# Лдзаа
Лдзаа (абх. Лӡаа; ранее — Лидзава груз. ლიძავა) — село в Абхазии, в Гагрском районе частично признанной Республики Абхазия, согласно административному делению Грузии — в Гагрском муниципалитете Абхазской Автономной Республики. Высота над уровнем моря составляет 30 метров. Расположено на берегу Пицундской бухты Чёрного моря.

## История
В 2013 году специалисты Абхазского института гуманитарных исследований им. Д. И. Гулиа продолжили археологические раскопки на месте выявленного в 1989 году в ходе земляных работ древнего храма, датируемого ранним средневековьем.

## Улицы
- Агрба
- Адамия
- Апсны
- Виноградная
- Лидзавское шоссе
- Молодёжная
- Нозадзе
- Приморская
- Речная
- Рыбзаводская

## Население
По данным 1959 года, в селе Лидзава жило 1789 человек, в основном русские и грузины (в Лидзавском сельсовете — всего 4110 человек). В 1989 году в селе проживало 1506 человек, также в основном русские и грузины.
По данным переписи 2011 года численность населения сельского поселения (сельской администрации) Лдзаа составила 1930 жителей, из них 913 человек — абхазы (47,3 %), 707 человек — армяне (36,6 %), 210 человек — русские (10,9 %), 47 человек — грузины (2,4 %), 18 человек — украинцы (0,9 %), 4 человека — греки (0,2 %), 31 человек — другие (1,6 %).

## Достопримечательности
- Дом-музей Хецуриани — просветительский центр самобытной национальной культуры народов Кавказа.

## Уроженцы
- Агрба Алексей Сергеевич — 1-й секретарь Абхазского областного комитета КП(б) Грузии.
- Хецуриани Георгий Ясонович — народный умелец.